# Philipp Lind
Philipp Lind (* 1988 in Marburg) ist ein deutscher Schauspieler und Synchronsprecher.

## Leben
Philipp Lind absolvierte 2007–2011 ein Schauspielstudium an der Bayerischen Theaterakademie August Everding in München. Er war Stipendiat des Deutschen Bühnenvereins. Während seines Studiums spielte er unter anderem in Produktionen wie Street Scene (Regie: Gil Mehmert) am Prinzregententheater und reiste 2009/10 mit Dogville und Manderlay  (Regie: Jochen Schölch) zum International Arts Festival Shanghai.
Lind gehörte 2011/12 zum Ensemble des Theater Heilbronn. 2012 spielte er an der Münchner Schauburg in der Stückentwicklung Endlich unter der Regie von Tobias Ginsburg, mit dem er 2014 wieder bei Radikal – Monument der Verwesung zusammenarbeitete. Von Oktober 2013 bis September 2014 spielte er neben Heinz Hoenig die Hauptrolle im Theaterstück Gefährten nach dem Roman War Horse von Michael Morpurgo im Berliner Theater des Westens. Das Stück war eine Koproduktion zwischen Stage Entertainment und dem britischen Royal National Theatre, die Regie übernahm Polly Findlay. 2015 stand er am Theater Konstanz in der Rolle des Aimé Bonpland in Die Vermessung der Welt (Regie: Martina Eitner-Acheampong) auf der Bühne, 2016 und 2017 folgten Stücke der Theatergruppe Futur II Konjunktiv am Theater Trier. Ab der Spielzeit 2018/19 gastierte er am Staatsschauspiel Dresden und dem Münchner Volkstheater. Ab 2025 gastiert er am Schauspiel Frankfurt.
Philipp Lind arbeitet auch als Sprecher und Synchronschauspieler, spricht regelmäßig für arte-Produktionen und ist in TV-Produktionen zu sehen.

## Filmografie
- 2012: SOKO 5113 (Folge: Der Herbst der Nackten)
- 2012: Fliegende Hechte (Kurzfilm)
- 2013: Die Rosenheim-Cops (Folge: Eine faule Karriere)
- 2013: Wildwechsel (Kurzfilm)
- 2017: SOKO Leipzig (Folge: Der Wert des Lebens)
- 2017: In aller Freundschaft – Die jungen Ärzte (Folgen: Zwei linke Hände und Liebesschmerz)
- 2021: SOKO Leipzig (Folge: Abi Jubiläum)
- 2020: Ku’damm 63
- 2020: Käthe und ich: Das Adoptivkind
- 2021: Inga Lindström: Hochzeitsfieber
- 2022: SOKO Stuttgart (Folge: Was geschah mit Rabea K.?)
- 2023: ZDF Magazin Royale (Folge: Nuhr im Zweiten)
- 2024: Ein Mann seiner Klasse (Fernsehfilm)
- 2025: Tatort: Vier Leben (Fernsehfilm)

## Theatrografie
- 2009: Manderlay. Regie: Jochen Schölch, Metropoltheater (München) (International Arts Festival Shanghai)
- 2011: Sommernachtstraum. Regie: Malte C. Lachmann, Prinzregententheater
- 2012: Endlich. Regie: Tobias Ginsburg, Schauburg
- 2013/14: Gefährten. Regie:  Polly Findlay,  Theater des Westens, Berlin
- 2015: Die Vermessung der Welt. Regie: Martina Eitner-Acheampong, Theater Konstanz
- 2015: Radikal. Regie: Tobias Ginsburg, Icamp München
- 2016: Auch Deutsche unter den Opfern. Regie: Sapir Heller, Zimmertheater Tübingen
- 2019: Amsterdam (DSE), Regie: Sapir Heller, Münchner Volkstheater
- 2022: Animal Farm, Regie: Sapir Heller, Münchner Volkstheater

## Synchronisation
- 2017: Sunny Day für Rob Morrison als Doodle
- 2019: Ein unvergesslicher Sommer für Talid Ariss als Ali
- 2019: Rocketman, Rolle: Ray Williams
- seit 2019: Victor & Valentino, Rolle: Victor
- 2019–2023: Frank Kjosås, Rolle: Peder Hartmann
- 2020: I Know This Much Is True, Rolle: Dominick Birdsey / Thomas Birdsey (17-19 Jahre)
- seit 2021: Ghosts, Rolle: Pete Martino